# Південно-західний регіон Болгарії
Південно-західний регіон (болг. Югозападен регион) — один з шести регіонів Болгарії. Центр — місто Софія. 
| Болгарія | Це незавершена стаття з географії Болгарії. Ви можете допомогти проєкту, виправивши або дописавши її. |